# 타가성

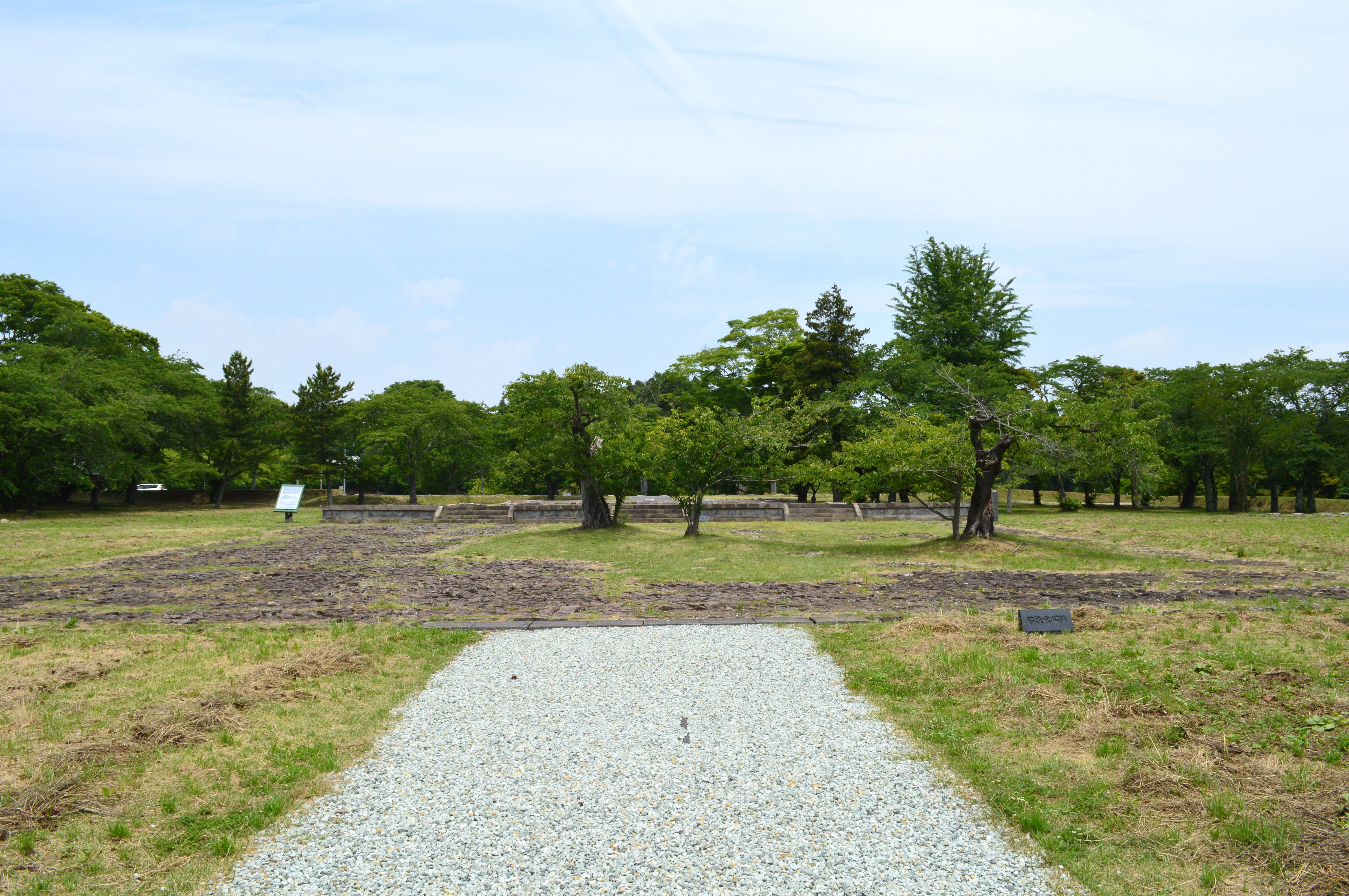

타가성(일본어: 多賀城 타가죠[*]) 또는 타카책(일본어: 多賀柵 타카노키[*])은 오늘날의 미야기현 타가조시에 있었던 고대의 성책이다. 나라 시대에서 헤이안 시대 사이에 이 성책에 무츠국 국부(国府)와 진수부가 설치되어 11세기 중반까지 동북지방의 정치・군사・문화 중심지였다.

## 같이 보기
- 에조
- 다자이후시